# マリア・アンナ・モーツァルト
マリア・アンナ・モーツァルト（Maria Anna Walburga Ignatia Mozart, 1751年7月30日 - 1829年10月29日）は、愛称「ナンネル」または「ナンネルル」（Nannerl、現代ドイツ語の発音は/ˈnanɐl/ナナール） として知られる、ヴォルフガング・アマデウス・モーツァルトの実姉である。弟同様、音楽家であった。父親はレオポルト・モーツァルトで、母親はアンナ・マリアである。

## 生涯

### 弟との距離
7歳のときに父親の手ほどきでクラヴィーア演奏を始める。弟より有望と見られたその才能により、当初は彼女も神童であるかに思われた。我が子の楽才を世に知らしめんとした父親に同伴されて、ウィーンやパリなどの都市を旅する。幼い頃には演奏旅行で、時に最高の俸給を稼ぎ出したように、傑出したチェンバロ奏者やピアニストとして認められていた。しかしながら当時の性別役割分担の重圧のなかで女性音楽家として生きる道はされど難く、18歳の頃には結婚の為楽器を後に置く選択を迫られた。ヴォルフガングは数多くのピアノ曲、とりわけ連弾曲を作曲し、姉と二人で並んで演奏できるようにした。ヴォルフガングはナンネルの才能を尊敬し、姉はウィーンで音楽教師として成功することができると確信していたにもかかわらず、そうはならなかった。

### 結婚
弟ヴォルフガングがある程度まで父親に反抗したのに対して、ナンネルはひとえに父親の監督を受け続けた。このため、また当時の女性観のために、レオポルトは弟を中心に考え、彼女は結婚するのが相応しいと見なしたのである。彼女は、自ら花婿候補を選んだが、父親に反対されて、父親の選んだ「立派な」相手こと富裕な判事、ヨハン・バプティスト・フランツ・フォン・ベルヒトルト・ツー・ゾネンブルク（1736年 - 1801年）と1784年8月23日に結婚した。それに加えて、弟の反抗や、コンスタンツェとの結婚は、姉弟の仲を引き裂いたかに思われた。
夫との間には長男レオポルト・アーロイス・バンタレオン・フォン・ベルヒトルト・ツゥ・ゾネンブルク（1785年 - 1840年）、 長女ヨハンナ・フォン・ベルヒトルト・ツゥ・ゾネンブルク（1789年 - 1805年）、次女マリー・バペッツ・フォン・ベルヒトルト・ツゥ・ゾネンブルク（1790年 - 1791年）の1男2女を儲けたが、成人を迎えたのは長男レオポルトのみである。

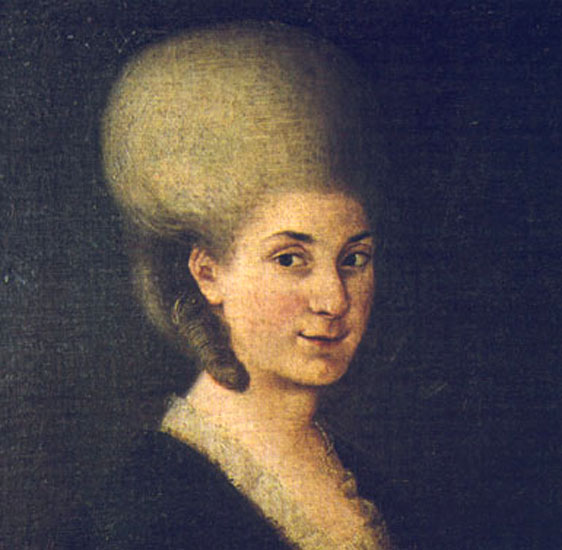
マリア・アンナ・モーツァルト（1785年頃）

### 後半生
父親の死後にモーツァルト姉弟は再び接触するようになったが、両者のやり取りは形式的なものとなり、相続問題ばかりを話題にしている。ナンネルの後半生は、愛情を感じていなかった夫と、生き残ったただ一人の我が子（レオポルトの事。彼は55歳まで生きた）、そして彼女が嫌っていた街ザルツブルクでの教育活動を軸として動いていた。この間、1801年に夫と死別し、1820年に失明した。晩年はモーツァルトの貴重な生き証人としてインタビューに応じ、貴重な記録を残した。1829年に亡くなる。78歳の長寿だった。

## 埋葬
生前の遺言では父が埋葬された聖セバスティアン教会への埋葬を望んでいたものの、コンスタンツェが夫ゲオルク・ニコラウス・ニッセンの墓をレオポルトの墓の隣に建て（後に自身も埋葬されている）、ウェーバー家の墓まで建てたことに反発してそれを取り消し、聖ペーター僧院教会の墓地に埋葬された。

## 親族・子孫
弟ヴォルフガングの成人した2人の子（つまり、ナンネルにとっては甥）であるカール・トーマスとフランツ・クサーヴァーは子を残さず、モーツァルト（ヴォルフガング）の直系子孫は1858年にカール・トーマスが74歳で没したことにより断絶した。
ナンネルの没後、ナンネル直系の子で生き残っていたのは長男であるレオポルトであった。レオポルトは後に結婚し、ナンネルの孫を残したが、この系統も1919年に曾孫の代で途絶える事となった。
アウクスブルクにはナンネル・ヴォルフガング姉弟の叔父（父レオポルトの弟）フランツ・アロイス・モーツァルト（1727年 - 1791年、アウクスブルクの製本工）がおり、その娘にマリア・アンナ・テクラ・モーツァルト（1758年 - 1841年、愛称「ベーズレ」）がおり、彼女は従兄にあたるヴォルフガングと互いに惹かれ合ったといわれ、ヴォルフガングが初めて肉体関係を持った女性である。このマリアの他に無名の息子が2人（マリアの兄弟）がいる。
フランツの製本工は1836年まで続くが、その後のフランツの子孫たちは軍人、理髪師、鉄道職員など様々な職業に就いた。このアウクスブルクのモーツァルト家の血統も1965年に女性服装洋裁師であるカロリーネ・グラウ（Karoline Grau、旧姓モーツァルト）の死をもって途絶えたという。これにより、エンドリス・モッツハルト（1585年頃没）以来のモーツァルト家の血筋は約380年の歴史に幕を下ろしたのである。